# 喬爾尼維德卡河
喬爾尼維德卡河（烏克蘭語：Чорнивідка）是烏克蘭的河流，位於該國西部，屬於斯莫特里奇河的左支流，發源自亞塞尼夫卡附近，流經赫梅利尼茨基州，河道全長20公里，流域面積95平方公里。